# Leucodon hexastichus
Leucodon hexastichus là một loài Rêu trong họ Leucodontaceae. Loài này được Mont. mô tả khoa học đầu tiên năm 1845.